# Чечет, Юрий Сергеевич
Юрий Сергеевич Чечет (1 февраля 1894 — 26 февраля 1960) — специалист в области электрических машин, доктор технических наук, профессор кафедры электрических машин Московского энергетического института.

## Биография
Юрий Сергеевич Чечет родился 1 февраля 1894 года в Киеве. Учился в киевской гимназии, в 1913 году, после ее окончания  поступил в Киевский политехнический институт. В 1919 году окончил институт по специальности инженера-механика и занялся преподаванием в Одесском политехническом институте (ныне Одесский национальный политехнический университет) на кафедре гидравлических машин.
В 1921 году Юрий Сергеевич уехал в Москву, где устроился на работу преподавателем Московского практического электротехнического института. Одновременно с преподаванием он занимался научной и инженерной работой. В 1921 году работал начальником Технического отдела Главкустпрома, с 1925 по 1935 год работал в Управлении московского губернского электротехника, потом — тресте «Мосстройконсультации», принимал участие в оптимизации электродвигательного хозяйства на предприятиях Московской области и Москвы.
Желая продолжить образование в области электромашиностроения, он поступил в Москве на электротехнический факультет МВТУ им. Баумана, окончил его в 1923 году и остался работать ассистентом, занимаясь электрическими машинами. Одновременно он работал ассистентом, с 1928 года — доцентом, в Институте народного хозяйства им. Плеханова (ныне Российский экономический университет имени Г. В. Плеханова) на кафедре электрических машин и научным сотрудником Государственного экспериментального электротехнического института (ГЭЭИ). В 1930 году произошло объединение электропромышленного факультета ИНХ нм. Плеханова и электротехнического факультета МВТУ с образованием Московского энергетического института.  Юрий Сергеевич Чечет оказался в энергетическом институте, где работал доцентом кафедры электрических машин. В том же году стал заведующим кафедры электрических машин в организованном Московском институте механизации и электрификации сельского хозяйства. В 1937 году стал профессором, получил ученую степень кандидата технических наука без защиты диссертации.
С 1934 по 1937 год и с 1944 года занимал должность заведующего кафедрой, одновременно вел научную в Военно-инженерной Краснознаменной академии им. Куйбышева.
С 1924 по 1949 год Юрий Сергеевич Чечет опубликовал около 30 научных работ по расчетам трансформаторов и электрических машин постоянного тока. Его книги долгое время были единственными учебными материалами, по которым учились студенты электротехнических ВУЗов страны. С 1937 года он занимался расчетами и теорией микродвигателей.
В 1940 году Юрий Сергеевич защитил докторскую диссертацию на тему: «Теоретические основы проектирования универсальных микродвигателей», стал доктором технических наук. В 1942 году Юрий Сергеевич продолжил работу в МЭИ им. Молотова, занимал должность профессора кафедры электрических машин. На кафедре электрических машин в МЭИ он был научным руководителем и наставником целой плеяды инженеров и научных работников, создал научную группу по микромашинам, куда вошли Е. А. Мишарина, Е. М. Лопухина, Г. С. Сомихина, Н. В. Астахов, Б. Л. Крайз и С. Курбатова.
Область научных интересов: теория, проектирование микродвигателей мощностью до 500 вт.
Юрий Сергеевич Чечет умер 26 февраля 1960 года. Похоронен на  участке №15 Введенского кладбища в Москве.

## Награды и звания
- Заслуженный деятель науки и техники РСФСР
- Орден Ленина

## Труды
- Управляемый асинхронный двигатель с полым ротором. М.-Л. Энергоиздат. 1955.
- Электромашиностроение. М.-Л. Энергоиздат. 1954.
- Программа для курса Электрические машины и трансформаторы. М. Полиграфкнига. 1934.